# Charlotte de Saxe-Cobourg-Saalfeld
Charlotte Sophie de Saxe-Coburg-Saalfeld (24 septembre 1731 – 2 août 1810) est une duchesse allemande, fille de François-Josias de Saxe-Cobourg-Saalfeld et d'Anne-Sophie de Schwarzbourg-Rudolstadt.

## Famille
Elle épouse Louis de Mecklembourg-Schwerin, fils de Christian-Louis II de Mecklembourg-Schwerin.
Ils ont deux enfants :
- Frédéric-François Ier de Mecklembourg-Schwerin (10 décembre 1756 – 1er février 1837) ; marié en 1775 à Louise de Saxe-Gotha-Altenbourg.
- Sophie-Frédérique de Mecklembourg-Schwerin (24 août 1758 – 29 novembre 1794) ; mariée en 1774 à Frédéric de Danemark (1753-1805).